# Мин (език)
Вижте пояснителната страница за други значения на Мин.
Мин (Mǐn или Miin) (традиционен китайски: 閩語; опростен китайски: 闽语; пинин: Mǐn yǔ; БУДЗ: Bân gú; БУЦ: Mìng ngṳ̄) е името на широка група от китайски езици, често означавани като мин диалекти.
Говорят се от 60 милиона души в южно-източната китайска провинция Фудзиен, както и емигранти от тази провинция в Гуандун (около Чаоджоу и Шантоу и на полуострова Лейджоу), Хайнан, 3 окръга в Южен Джъдзян и архипелаг Джоушан извън Нинбо, както и в Тайван. Има също много китайци, говорещи мин, в страни от Югоизточна Азия.
Най-разпространеният говорен вариант на мин е хокиен, който включва тайвански и амой и други диалекти. Диалектите мин запават много от архаичните произношения на старокитайски и среднокитайски.